# Jordan 196
A Jordan 196 egy Formula–1-es versenyautó, amelyet a Jordan Grand Prix csapat tervezett és versenyeztetett az 1996-os Formula–1 világbajnokság során. Pilótái Rubens Barrichello és Martin Brundle voltak.

## Áttekintés
A Jordan bizakodóan kezdte az új szezont, ugyanis 1995-ben a megbízhatósággal voltak komoly gondok, de úgy vélték, ezeket sikerült megoldani. Ebben az évben töltötték második közös szezonjukat a Peugeot motorgyártóval, továbbá sikerült nyélbe ütni egy megállapodást a Benson & Hedges cigarettamárkával. Ennek köszönhetően az autók festése is megváltozott, és jellegzetes mustársárga színű lett. Amikor időközben kiderült, hogy a tévéközvetítések szempontjából nem túl előnyös ez a festés, lecserélték a hátralévő versenyekre egy aranyszínű variánsra. Ott, ahol a dohányreklámok tiltva voltak, a Benson & Hedges felirat helyére a pilóták nevei, a Jordan és a Special F1 feliratok kerültek.
Az elvárások ellenére az idény egyáltalán nem sikerült jól. Csak egy ponttal gyűjtöttek többet, mint az előző idényben, és még a dobogóra sem sikerült felállniuk. Brundle az ausztrál versenyhétvégén durva balesetet szenvedett: ráfutott Johnny Herbert és David Coulthard autójára, mire a Jordan a levegőbe emelkedett, megpördült, majd fejjel lefelé előrerepülve állt meg a kavicságyban. Csodával határos módon sértetlenül úszta meg a mutatványt.
A szezon végén mindkét pilóta elhagyta a csapatot. Brundle visszavonult, Barrichello pedig átigazolt az éppen alakulóban lévő Stewart Grand Prix-hez.

## Eredmények
| Év   | Csapat                   | Motor       | Gumik | Pilóták            | 1   | 2   | 3   | 4   | 5   | 6   | 7   | 8   | 9   | 10  | 11  | 12  | 13  | 14  | 15  | 16  | Pontok | Helyezés |
| ---- | ------------------------ | ----------- | ----- | ------------------ | --- | --- | --- | --- | --- | --- | --- | --- | --- | --- | --- | --- | --- | --- | --- | --- | ------ | -------- |
| 1996 | B&H Total Jordan Peugeot | Peugeot A12 | G     |                    | AUS | BRA | ARG | EUR | SMR | MON | ESP | CAN | FRA | GBR | GER | HUN | BEL | ITA | POR | JPN | 22     | 5.       |
| 1996 | B&H Total Jordan Peugeot | Peugeot A12 | G     | Rubens Barrichello | KI  | KI  | 4   | 5   | 5   | KI  | KI  | KI  | 9   | 4   | 6   | 6   | KI  | 5   | KI  | 9   | 22     | 5.       |
| 1996 | B&H Total Jordan Peugeot | Peugeot A12 | G     | Martin Brundle     | KI  | 12  | KI  | 6   | KI  | KI  | KI  | 6   | 8   | 6   | 10  | KI  | KI  | 4   | 9   | 5   | 22     | 5.       |

† - nem fejezte be a versenyt, de rangsorolták, mert teljesítette a versenytáv 90 százalékát